# Drino bisetosa
Drino bisetosa là một loài ruồi trong họ Tachinidae.